# برایان لیترل
برایان تامس لیترل (به انگلیسی: Brian Thomas Littrell) متولد (۲۰ فوریه ۱۹۷۵) خواننده و [ترانه‌سرا] آمریکایی است.
او عضو گروه بک‌استریت بویز است